# پولوم (ولادیچین خان)
پولوم (به صربی: Polom) یک منطقهٔ مسکونی در صربستان است که در ولادیچین خان واقع شده‌است. پولوم ۴۴۰ نفر جمعیت دارد.